# توني ميتشيل
توني ميتشيل (بالإنجليزية: Tony Mitchell)‏ (7 سبتمبر 1956 في المملكة المتحدة - ) هو لاعب كرة قدم بريطاني في مركز الدفاع. لعب مع ساتون يونايتد ونادي إكزتر سيتي ونادي ليذرهيد.

## وصلات خارجية
- توني ميتشيل على موقع قاعدة بيانات كرة القدم.إي يو (الإنجليزية)